# 纪畔乡
纪畔乡，是中华人民共和国陕西省榆林市定边县一个已撤销的乡级行政区，2015年，陕西省民政厅批复同意撤销纪畔乡，将其所辖行政区域划归贺圈镇。